# Barbados na Letnich Igrzyskach Olimpijskich 2000
Barbados na Letnich Igrzyskach Olimpijskich 2000 reprezentowało 18 zawodników, 12 mężczyzn i 6 kobiet.

## Zdobyte medale
| Medal | Zawodnik         | Dyscyplina    | Konkurencja |
| ----- | ---------------- | ------------- | ----------- |
| Brąz  | Obadele Thompson | Lekkoatletyka | 100 m       |